# هانس وانک
هانس وانک (هلندی: Hans Vonk (footballer)؛ زادهٔ ۳۰ ژانویهٔ ۱۹۷۰) دروازه‌بان فوتبال بازنشسته اهل آفریقای جنوبی است.

## باشگاهی
از باشگاه‌هایی که در آن بازی کرده‌است می‌توان به آژاکس آمستردام، باشگاه فوتبال آژاکس کیپ‌تاون، و هیرنفین اشاره کرد.

## تیم ملی
وی همچنین در تیم ملی فوتبال آفریقای جنوبی بازی کرده و در دو جام جهانی ۱۹۹۸ و ۲۰۰۲ عضو ترکیب بازیکنان این تیم بود.